# Synagoge (Bad Godesberg)

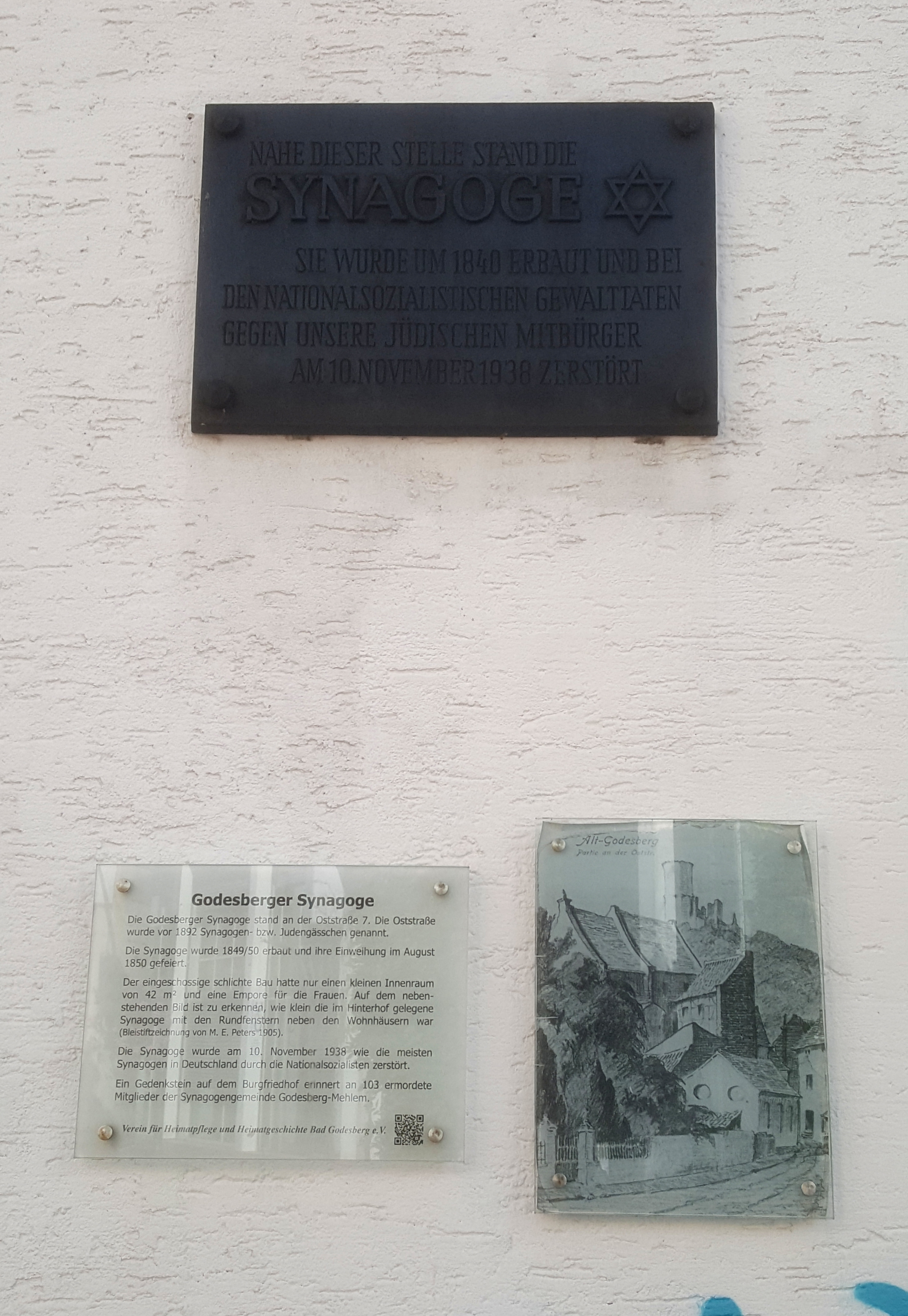
Informations- und Gedenktafeln am ehemaligen Standort der Synagoge (2019)

Die Synagoge in Bad Godesberg (bis 1925 Godesberg), einem heutigen Stadtbezirk von Bonn, wurde 1849/50 erbaut und 1938 von den Nationalsozialisten zerstört. Sie befand sich an der Oststraße (bis 1892 Synagogengasse) im Godesberger Zentrum.
Seit dem 17. Jahrhundert lassen sich in Godesberg einzelne jüdische Familien nachweisen. Spätestens seit 1812 wurde von der jüdischen Gemeinde ein Betraum in einem Privathaus  genutzt, bevor 1849/50 das eigene schlichte Synagogengebäude in der damaligen Judengasse entstand. Das Grundstück für seinen Bau wurde von Abraham Leudesdorf, einem Schochet und späteren Mitglied des Godesberger Gemeinderats, gestiftet. Die Einweihung der Synagoge erfolgte im August 1850. Es handelte sich um einen eingeschossigen Bau mit Satteldach, der über einen 42 m² großen Innenraum mit 90 Plätzen und einer Frauenempore, einen Vorraum mit dem Eingang an der West- sowie einen Anbau für den Thoraschrein an der Ostseite verfügte und in einem eng bebauten Gelände über die (später festgestellte) Fluchtlinie hinausragte. 1885 stellte die Synagogengemeinde einen Antrag auf Einbau eines Schornsteins, 1902 erhielt sie eine Bauerlaubnis für eine teilweise mit Eisengitter versehene Einfriedung des Grundstücks.
Im Zuge der Novemberpogrome 1938 wurde die Synagoge am Nachmittag des 10. November durch Brandstiftung zerstört und die Reste 1939 abgetragen. Seit dem 4. September 1985 erinnert an der Südseite der Oststraße, angebracht an der rückwärtigen Mauer des Grundstücks Koblenzer Straße 23, eine Gedenktafel an die ehemalige Synagoge. Es sind nur wenige Ansichten und Zeichnungen des Gebäudes erhalten; ihr ehemaliger Standort (frühere Adresse: Oststraße 7) liegt im rückwärtigen Bereich des heutigen Grundstücks Koblenzer Straße 19–21.